# برج شارد
جسر برج لندن بدا العمل فيه عام 2012 وافتتح رسميا عام 2013 يبلغ إجمالي ارتفاعه 310 م وعدد الطوابق 101 منها 3 بدروم متعدد الاستخدامات وهو من تصميم رينزو بيانو ومن تطوير شركة Sellar Property Group.